# 尚特勒·纽伯里
尚特勒·纽伯里（Chantelle Newbery，1977年5月6日—）出生于澳大利亚墨尔本，是一名澳大利亚退役女子跳水运动员。
尚特勒的丈夫罗伯特·纽伯里也是奥运会奖牌获得者。